# Peperomia huacapistanana
Peperomia huacapistanana är en pepparväxtart som beskrevs av William Trelease. Peperomia huacapistanana ingår i släktet peperomior, och familjen pepparväxter. Inga underarter finns listade i Catalogue of Life.